# Halterorchis inermis
Halterorchis inermis är en tvåvingeart som beskrevs av Mario Bezzi 1924. Halterorchis inermis ingår i släktet Halterorchis och familjen Mydidae. Inga underarter finns listade i Catalogue of Life.